# Emblemariopsis
Emblemariopsis is een geslacht van straalvinnige vissen uit de familie van snoekslijmvissen (Chaenopsidae).

## Soorten
- Emblemariopsis arawak Victor, 2010
- Emblemariopsis bahamensis Stephens, 1961
- Emblemariopsis bottomei Stephens, 1961
- Emblemariopsis carib Victor, 2010
- Emblemariopsis dianae Tyler & Hastings, 2004
- Emblemariopsis diaphana Longley, 1927
- Emblemariopsis leptocirris Stephens, 1970
- Emblemariopsis occidentalis Stephens, 1970
- Emblemariopsis pricei Greenfield, 1975
- Emblemariopsis ramirezi (Cervigón, 1999)
- Emblemariopsis randalli Cervigón, 1965
- Emblemariopsis ruetzleri Tyler & Tyler, 1997
- Emblemariopsis signifer (Ginsburg, 1942)
- Emblemariopsis tayrona (Acero P., 1987)